# قطع المبهم
قطع المبهم هو استئصال كلي أو جزئي للعصب المبهم.

## أنواعه
بداية إن القطع البسيط للمبهم يلغي تأثير الجهاز الباراسمبثاوي من المعدة وحتى الجانب الأيسر من القولون المستعرض. وكما تقوم تقنيات أخرى على إلغاء تأثير فروع أخرى من هذا الجهاز وهي المؤدية من ناحية الحيز خلف الصفاق باتجاه المعدة. وأمّا القطع البالغ الانتقائي للمبهم فيقوم فقط على إزالة التعصيب للأفرع التي تزوّد الجزء السفلي للمريء والمعدة، وذلك دون التأثير على العصب الخاص بالانحناء الصغير للمعدة (ويطلق عليه عادة عصب لاتارجت)؛ وبهذا لا يحصل أي تأثير على عملية التفريغ للمعدة وتبقى سليمة، وتعتبر هذه الطريقة إحدى الطرق المتبعة لعلاج قرحة المعدة. تعدّ عملية قطع المبهم حاجة أساسية للسيطرة الجراحية على مرضى قرحة المعدة والإثني عشر، حتى إنها كانت تعدّ في الماضي واحدة من أهم الأساليب لعلاج ومنع ظهور قرحة المعدة؛ ولكن من الجدير بالذكر أنه بعد ظهور منظّمات إفراز الحوامض عالية الفعالية كمثبطات مستقبلات H2 مثل: السيميتدين والرانيتدين والفاموتدين، انخفض استخدام الاساليب الجراحيّة للتخلص من قرحة المعدة بشكل كبير. وفي الوقت الراهن وباكتشاف مثبّطات مضخة البروتونات في المعدة مثل: البنتوبرازول والرابيبرازول والاميبرازول واللانسوبرازول؛ أصبح عمل مثل هذه العمليّات أمرًا نادرًا.

## أنواع أساسيّة من قطع المبهم

### 1. القطع الجذعيّ للمبهم
و تتضمّن عمليّة القطع هذه فرع للجذع الرئيسي للمبهم (بما في ذلك افرعه البطنيّة والكبديّة) وكذلك ازالة التعصيب من البوّاب ولكن يجب ان تتضمّن هذه الإزالة اجراءات لضمان سلامة التصريف عبر البوّاب مثل: توسيعه أو تعطيله (بضْع عضل البوّاب، رأب البوّاب) أو عمل مفاغرة معديّة صائميّة.
وكما يتضمّن هذا النوع من القطع ازالة التعصيب من الكبد والمجموعة الصفراويّة والبنكرياس وايضا الامعاء الدقيقة والغليظة.

### 2. القطع الانتقائي للمبهم
ويتضمّن هذا القطع فرع من الاعصاب الامامية والخلفية فقط (وذلك بعد ازالة تعصيب الافرع البطنية والكبديّة) ويتم من خلال هذه العمليّة ازالة التعصيب من البوّاب وهكذا يجب الأخذ بإجراءات ضمان التصريف عبر البوّاب، ومن الجدير بالذكر ان هذا النوع من القطع لا يتم به ازالة التعصيب من الكبد والمجموعة الصفراوية والامعاء الدقيقة والغليظة.

### 3. القطع البالغ الانتقاء للمبهم
و يتضمّن ازالة التعصيب من جسم وقاع المعدة فقط (أي المناطق التي تحتوي على الخلايا الجداريّة) وهكذا فإنّه يعرف بقطع مبهم الخلايا الجداريّة، على العكس من النوعين السابقين فانّ هذا النوع يحافظ على البوّاب وغار المعدة؛ ولذلك ليس هنالك حاجة لإجراءات ضمان التصريف عبر البوّاب.
بهذا النوع لا يتم ازالة التعصيب من الكبد والمجموعة الصفراوية والبنكرياس والامعاء الدقيقة والغليظة.
--- ومما يجب ذكره ان جميع هذه الانواع يمكن تأديتها امّا عن طريق شقّ البطن أو من خلال تنظير البطن البسيط.
في كثير من الاحيان لعلاج قرحة المعدة يرافق قطع المبهم قطع وازالة الجزء البعيد (النصف الاقصى) من المعدة؛ وذلك لتقليل نسبة عودة المرض أو تكرره، ولكن يتم إعادة توصيل المعدة بواسطة (المفاغرة المعديّة الإثني عشرية أو المفاغرة المعديّة الصائمية).

## تطبيقات
قطع المبهم الجذعي هو أحد الخيارات المتاحة لعلاج قرحة المعدة المزمنة حيث كان في السابق يعد الخيار الاساسي لذلك، لكن الآن لا يطبّق الا في المرضى الذين فشل لديهم العلاج بالخط الأول «العلاج الثلاثي» ضد عدوى البكتيريا المَلْوِيَّة البَوَّابية؛ منه اثنان من المضادات الحيوية (كلاريثروميسين وأموكسيسيلين أو ميترونيدازول) ومثبطات مضخة البروتون (على سبيل المثال: أومبيرازول).
ويجري حاليا دراسة استخدام قطع المبهم لعلاج السمنة. ويقدم العصب المبهم إشارات عصبية صادرة تخرج من مراكز الجوع والشبع من منطقة ما تحت المهاد، وهي منطقة من مركزية من الدماغ لتنظيم تناول الطعام واستهلاك الطاقة. تبدأ الدائرة من منطقة ما تحت المهاد والنَّواةُ الوِطائِيَّةُ المُقَوَّسَة التي لديها مخرجات لمنطقة ما تحت المهاد الجانبي (LH) وتحت المهاد الامامي الوسطي (VMH)، وهنّ مراكز التغذية والشبع في الدماغ، على التوالي. والحيوانات اللاتي تعطلت لديهم تحت المهاد الاماية الوسطية معرضون لزيادة الوزن حتى في حالة منعهم من تناول الطعام، لأنها لم تعد توفر إشارات لازمة لإيقاف تخزين الطاقة وتسهيل حرق الطاقة.
في البشر، تصاب أحيانا تحت المهاد الامامية الوسطية (VMH) خلال العلاج الجاري لسرطان الدم الليمفاوي الحاد أو الجراحة أو الإشعاع لعلاج أورام الحفرة القحفية الخلفية. ومع اصابة تحت المهاد الامامية الوسطية حيث لم تعد تستجيب لإشارات توازن الطاقة القادمة من خارج الجهاز العصبي المركزي فيتضائل نشاط الجهاز السمبثاوي، مما يؤدي إلى الشعور بالضيق وانخفاض استهلاك الطاقة، وزيادة النشاط العصب الحائر (المبهم)، مما يؤدي إلى زيادة إفراز الأنسولين وتكوّن الشحم والدهون. ضعف تحت المهاد الامامية الوسطية يعزز إنتاج السعرات الحرارية المفرط ويخفّض الاستهلاك منها، مما يؤدي إلى زيادة الوزن المستمر وبلا هوادة.
وهنالك محاولات للحد من السعرات الحرارية أو علاجها دوائيا عن طريق هرموني الادرينالين أو السيروتونين الذين ابديا نجاحا محدود في علاج هذه المتلازمة، ويعتقد ان يكون العصب المبهم مسيطرا رئيسيا على هذه الآثار، حيث ان أي ضرر سيؤدي إلى الارتفاع المزمن في إفراز الأنسولين وتشجيع تخزين الطاقة في الخلايا الشحمية.
قطع المبهم قد يكون له تأثير على هرمون جريلين، ففي دراسة استطلاعية على 30 مريضا يعانون من السمنة المفرطة (26 امرأة)، وكانت الاستجابة لديهم مختلفة بين بعضهم بعضا. فقد كانت بشكل عام آمنة، على الرغم من اشتمالها على أحداث سلبية مثل متلازمة الإغراق (ن = 3)، عدوى الجروح (ن = 2)، وغيرها (ن = 5)، والإسهال (ن = 6).

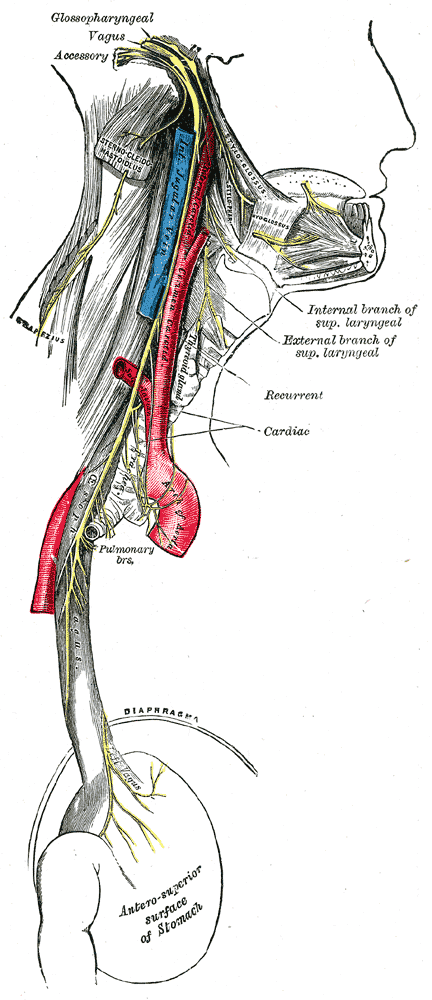

## تاريخه
قطع المبهم كان وسيلة شائعة للتخلص من القرحة والثقوب في المعدة، فقد كان يعتقد ان قرحة المعدة سببها زيادة في افراز الحوامض المعديّة أو على الاقل زيادة الحموضة بشكل عام، وقطع المبهم وسيلة للحد من حموضة المعدة من خلال ازالة التعصيب للخلايا الجدارية التي تنتج هذه الحوامض وقد تم ذلك على أمل أنه سيكون علاجا فعّالا أو مانعا لقرحة المعدة. كما كان لهذا العمل تأثير بخفض اعراض الجَزْر المَعِدِيٌّ المَريئِيّ أو القضاء عليه في الاشخاص المصابين به.
نسبة عمل قطع المبهم انخفضت كثيرا بعد اكتشاف باري مارشال وروبن وارن أن البكتيريا المَلْوِيَّة البَوَّابية هي المسؤولة عن اغلب حالات قرحة المعدة؛ حيث ان هذه البكتيريا تحتاج لعلاج أسهل بكثير من العمل الجراحي.
أحد الآثار الجانبية المحتملة لقطع المبهم هو نقص فيتامين B12(سيانوكوبالامين), كما يقلل إفراز المعدة واعاقة إنتاج العامل الداخلي؛ الذي يعمل بشكل جوهري على امتصاص فيتامين B12 بكفاءة من المواد الغذائية، فبذلك قد يكون هناك حاجة ملحّة لإعطاء حُقَن أو جرعات فموية كبيرة من الفيتامين في بعض الشعوب.
تواجد ووتوزيع العصب اللساني البلعومي والتائه والأعصاب التبعية.